# Copa Mercosur 2001
IV Copa Mercosur 2001

## 1/8 finału

### Grupa A
24.07  CD Universidad Católica –  CR Vasco da Gama 2:1(0:1)
0:1 Euller 18, 1:1 Kormac Valdebenito 47, 2:1 Milovan Mirosevic 80
29.07  CR Vasco da Gama –  CA Boca Juniors 2:2(1:1) (mecz w mieście Brasília)
1:0 Pedrinho 26, 1:1 Omar Pérez, 1:2 Omar Pérez 60, 2:2 Patricio 73
01.08  CA Boca Juniors –  Cerro Porteño 0:0

07.08  Cerro Porteño –  CD Universidad Católica 2:0(0:0)
1:0 César Ramírez 56, 2:0 Virgilio Ferreira 57
21.08  Cerro Porteño –  CR Vasco da Gama 2:1(0:0) (mecz w Ciudad del Este)
1:0 Virgilio Ferreira 54, 1:1 Juninho Paulista 60, 2:1 Virgilio Ferreira 65
29.08  CD Universidad Católica –  Cerro Porteño 1:0(0:0)
1:0 José Luis Díaz 59
12.09  Cerro Porteño –  CA Boca Juniors 2:1(1:1)
0:1 Rolando Schiavi 5, 1:1 Guido Alvarenga 40, 2:1 Virgilio Ferreira 90
13.09  CR Vasco da Gama –  CD Universidad Católica 2:1(0:0)
0:1 Mario Núñez 76, 1:1 Romario 81k, 2:1 Juninho 87
19.09  CD Universidad Católica –  CA Boca Juniors 2:1(0:1)
0:1 Antonio Barijho 13, 1:1 Pablo Lenci 70, 2:1 Francisco Arrué 72
25.09  CA Boca Juniors –  CR Vasco da Gama 2:2(0:0)
0:1 Odvan 63, 1:1 Joel Barbosa 79, 2:1 Ariel Carreño 80, 2:2 Euller 83
17.10  CR Vasco da Gama –  Cerro Porteño 3:2(2:1)
1:0 Alexandre Torres 7k, 1:1 Raúl Roganovich 11, 2:1 Paulo César 20, 3:1 Ely Thadeu 63, 3:2 Raúl Roganovich 75
18.10  CA Boca Juniors –  CD Universidad Católica 3:2(1:0)
1:0 Roberto Colautti 28, 1:1 Kormac Valdebenito 57, 2:1 Ariel Carreño 58, 2:2 Arturo Norambuena 68, 3:2 Christian Giménez 83
| Klub                    | Mecze | Zw | Rem | Por | Pkt | BrZd | BrStr |
| ----------------------- | ----- | -- | --- | --- | --- | ---- | ----- |
| Cerro Porteño           | 6     | 3  | 1   | 2   | 10  | 8    | 6     |
| CD Universidad Católica | 6     | 3  | 0   | 3   | 9   | 8    | 9     |
| CR Vasco da Gama        | 6     | 2  | 2   | 2   | 8   | 11   | 11    |
| CA Boca Juniors         | 6     | 1  | 3   | 2   | 6   | 9    | 10    |

### Grupa B
21.07  CR Flamengo –  Club Nacional de Football 2:0(1:0) (mecz rozegrano w mieście Brasília)
1:0 Reinaldo 33, 2:0 Reinaldo 75
28.07  Club Nacional de Football –  Club Olimpia 2:0(0:0)
1:0 Milton Núñez 46, 2:0 Fabián Coelho 79
28.07  CA San Lorenzo de Almagro –  CR Flamengo 1:2(0:0)
0:1 Juan 51, 0:2 Edilson 58, 1:2 Bernardo Romeo 74
31.07  Club Olimpia –  CA San Lorenzo de Almagro 0:2(0:0)
0:1 Bernardo Romeo 58, 0:2 Alberto Acosta 69
08.08  CA San Lorenzo de Almagro –  Club Nacional de Football 2:0(0:0)
1:0 Bernardo Romeo 59, 2:0 Alberto Acosta 72
21.08  CR Flamengo –  Club Olimpia 2:0vo
- Club Olimpia weszła w prawny konflikt z paragwajską federacją piłkarską i została zawieszona przez FIFA 4 sierpnia 2001, a następnie w końcu sierpnia zawieszenie zostało zdjęte, jednak z tego powodu mający się odbyć 21 sierpnia mecz z  CR Flamengo nie doszedł do skutku i przyznano walkower drużynie Flamengo.

11.09  Club Nacional de Football –  CR Flamengo 4:1(1:1)
1:0 Limberg Gutiérrez 13k, 1:1 Reinaldo 24, 2:1 Limberg Gutiérrez 53, 3:1 Richard Morales 74, 4:1 Raúl Cardozo 81
20.09  CA San Lorenzo de Almagro –  Club Olimpia 3:0(1:0)
1:0 Leandro Romagnoli 7, 2:0 Leandro Romagnoli 64k, 3:0 Bernardo Romeo 84
27.09  CR Flamengo –  CA San Lorenzo de Almagro 2:1(2:0) (mecz rozegrano w Taguatinga)
1:0 Juan 23, 2:0 Dejan Petkovic 38,2:1 Alberto Acosta 75
03.10  Club Olimpia –  Club Nacional de Football 0:2(0:1)
0:1 Limberg Gutiérrez 6, 0:2 Limberg Gutiérrez 83
16.10  Club Nacional de Football –  CA San Lorenzo de Almagro 0:0

18.10  Club Olimpia –  CR Flamengo 0:2(0:2)
0:1 Roma 31, 0:2 Roma 41
| Klub                      | Mecze | Zw | Rem | Por | Pkt | BrZd | BrStr |
| ------------------------- | ----- | -- | --- | --- | --- | ---- | ----- |
| CR Flamengo               | 6     | 5  | 0   | 1   | 15  | 11   | 6     |
| CA San Lorenzo de Almagro | 6     | 3  | 1   | 2   | 10  | 9    | 4     |
| Club Nacional de Football | 6     | 3  | 1   | 2   | 10  | 8    | 5     |
| Club Olimpia              | 6     | 0  | 0   | 6   | 0   | 0    | 13    |

### Grupa C
24.07  CA Independiente –  Cruzeiro EC 2:0(1:0)
1:0 Juan Carlos Ramírez 40, 2:0 Ariel Montenegro 90
26.07  CSD Colo-Colo –  SC Corinthians Paulista 0:2(0:1)
0:1 Ricardinho 27, 0:2 Gil 55
29.07  SC Corinthians Paulista –  CA Independiente 2:1(2:0)
1:0 Gil 12, 2:0 Scheidt 33, 2:1 Vicente Vuoso 87
29.07  Cruzeiro EC –  CSD Colo-Colo 1:1(0:0)
1:0 Juan Pablo Sorín 49, 1:1 Héctor Tapia 64
22.08  Cruzeiro EC –  SC Corinthians Paulista 0:2(0:1) (mecz w Ipatinga)
0:1 Ricardinho 1, 0:2 Rogerio 55
23.08  CSD Colo-Colo –  CA Independiente 2:1(1:0)
1:0 Héctor Tapia 6, 1:1 Raúl Galván 72, 2:1 Marco Villaseca 74
11.09  Cruzeiro EC –  CA Independiente 4:1(3:0)
1:0 Edmundo 20, 2:0 Edmundo 24k, 3:0 Oseas 36, 3:1 Raúl Galván 51, 4:1 Edmundo 90
12.09  SC Corinthians Paulista –  CSD Colo-Colo 0:0

26.09  CSD Colo-Colo –  Cruzeiro EC 0:0

27.09  CA Independiente –  SC Corinthians Paulista 1:0(1:0)
1:0 Ariel Montenegro 38
17.10  CA Independiente –  CSD Colo-Colo 2:0(0:0)
1:0 Diego Forlán 49, 2:0 Diego Forlán 70
17.10  SC Corinthians Paulista –  Cruzeiro EC 2:4(0:1)
0:1 Jorge Wagner 29, 0:2 Leonardo 55, 1:2 Anderson 61, 2:2 Edson Di 74, 2:3 Leonardo 87, 2:4 Jussié 90
| Klub                    | Mecze | Zw | Rem | Por | Pkt | BrZd | BrStr |
| ----------------------- | ----- | -- | --- | --- | --- | ---- | ----- |
| SC Corinthians Paulista | 6     | 3  | 1   | 2   | 10  | 8    | 6     |
| CA Independiente        | 6     | 3  | 0   | 3   | 9   | 8    | 8     |
| Cruzeiro EC             | 6     | 2  | 2   | 2   | 8   | 9    | 8     |
| CSD Colo-Colo           | 6     | 1  | 3   | 2   | 6   | 3    | 6     |

### Grupa D
25.07  São Paulo FC –  CA Peñarol 3:0(2:0)
1:0 Luis Fabiano 4, 2:0 Luis Fabiano 6, 3:0 Jean 85
28.07  Talleres Córdoba –  São Paulo FC 0:0

29.07  CA Peñarol –  CA Vélez Sarsfield 2:1(1:0)
1:0 Luis Romero 16, 1:1 Julián Téllez 76, 2:1 Darío Rodríguez 88
02.08  CA Vélez Sarsfield –  Talleres Córdoba1:4

23.08  São Paulo FC –  CA Vélez Sarsfield 1:1(0:0)
0:1 Federico Domínguez 63, 1:1 França 70k
23.08  Talleres Córdoba –  CA Peñarol 1:1(1:0)
1:0 Mario Cuenca 27k, 1:1 Serafín García 71
11.09  Talleres Córdoba –  CA Vélez Sarsfield 2:2(0:2)
0:1 Federico Domínguez 26, 0:2 Leandro Gracián 36, 1:2 Pablo Cuba 65, 2:2 Daniel Albornós 89
12.09  CA Peñarol –  São Paulo FC 1:1(0:0)
0:1 Franca 74, 1:1 Pablo Bengoechea 88k
18.09  CA Vélez Sarsfield –  CA Peñarol 3:0(0:0)
1:0 Jonás Gutiérrez 64, 2:0 Leandro Gracián 81, 3:0 Federico Domínguez 85
26.09  São Paulo FC –  Talleres Córdoba0:0

17.10  CA Peñarol –  Talleres Córdoba1:3(0:2)
0:1 Pablo Cuba 16, 0:2 Pablo Cuba 44, 0:3 Pablo Cuba 73, 1:3 Álvaro Pintos 82
17.10  CA Vélez Sarsfield –  São Paulo FC 4:2(2:1)
1:0 Leandro Gracián 2, 1:1 França 15, 2:1 Fabricio Fuentes 23, 3:1 Leandro Gracián 55, 4:1 Darío Husaín 65, 4:2 Reginaldo Araújo 71
| Klub               | Mecze | Zw | Rem | Por | Pkt | BrZd | BrStr |
| ------------------ | ----- | -- | --- | --- | --- | ---- | ----- |
| Talleres Córdoba   | 6     | 2  | 4   | 0   | 10  | 10   | 5     |
| CA Vélez Sarsfield | 6     | 2  | 2   | 2   | 8   | 12   | 11    |
| São Paulo FC       | 6     | 1  | 4   | 1   | 7   | 7    | 6     |
| CA Peñarol         | 6     | 1  | 2   | 3   | 5   | 5    | 12    |

### Grupa E
22.07  CA River Plate –  Grêmio Porto Alegre 2:4(1:1)
0:1 Anderson Lima 8, 1:1 Esteban Cambiasso 33, 1:2 Tinga 53, 2:2 Ariel Ortega 66k, 2:3 Anderson Polga 80, 2:4 Zinho 87
25.07  Club Universidad de Chile –  SE Palmeiras 2:1(1:1)
0:1 Francisco Arce 25, 1:1 Mauricio Tampe 45, 2:1 Carlos Garrido 53
28.07  SE Palmeiras –  CA River Plate 2:2(2:0)
1:0 León Darío Muñoz 10, 2:0 Lopes 29, 2:1 Ariel Garcé 53, 2:2 Martín Cardetti 85
28.07  Grêmio Porto Alegre –  Club Universidad de Chile 2:0(1:0)
1:0 Zinho 23, 2:0 Rodrigo Gral 55
22.08  Grêmio Porto Alegre –  SE Palmeiras 3:1(2:0)
1:0 Zinho 29, 2:0 Zinho 37, 3:0 Marinho 64, 3:1 Leonardo 74
13.09  SE Palmeiras –  Club Universidad de Chile 4:0(2:0)
1:0 Galeano 10, 2:0 Tuta 34, 3:0 Magrao 59, 4:0 Alexandre 64
13.09  Grêmio Porto Alegre –  CA River Plate 1:0(1:0)
1:0 Anderson Polga 51
20.09  Club Universidad de Chile –  CA River Plate 0:3(0:1)
0:1 Fernando Cavenaghi 21, 0:2 Fernando Cavenaghi 47, 0:3 Damián Alvarez 50
26.09  CA River Plate –  SE Palmeiras 3:3(2:0)
1:0 Martín Cardetti 36, 2:0 Martín Cardetti 38, 2:1 Lopes 48k, 3:1 Damián Alvarez 50, 3:2 Basilio 73, 3:3 Magrão 88
27.09  Club Universidad de Chile –  Grêmio Porto Alegre 1:1(1:1)
1:0 Rodrigo Barrera 17, 1:1 Claudio 22
16.10  CA River Plate –  Club Universidad de Chile 3:0(1:0)
1:0 Mario Yepes 26, 2:0 Mario Yepes 46, 3:0 Damián Alvarez 88
16.10  SE Palmeiras –  Grêmio Porto Alegre 0:0
| Klub                      | Mecze | Zw | Rem | Por | Pkt | BrZd | BrStr |
| ------------------------- | ----- | -- | --- | --- | --- | ---- | ----- |
| Grêmio Porto Alegre       | 6     | 4  | 2   | 0   | 14  | 11   | 4     |
| CA River Plate            | 6     | 2  | 2   | 2   | 8   | 13   | 10    |
| SE Palmeiras              | 6     | 1  | 3   | 2   | 6   | 11   | 10    |
| Club Universidad de Chile | 6     | 1  | 1   | 4   | 4   | 3    | 14    |

### Tabela wicemistrzów
| Klub                      | Mecze | Zw | Rem | Por | Pkt | BrZd | BrStr |
| ------------------------- | ----- | -- | --- | --- | --- | ---- | ----- |
| CA San Lorenzo de Almagro | 6     | 3  | 1   | 2   | 10  | 9    | 4     |
| CA Independiente          | 6     | 3  | 0   | 3   | 9   | 8    | 8     |
| CD Universidad Católica   | 6     | 3  | 0   | 3   | 9   | 8    | 9     |
| CA River Plate            | 6     | 2  | 2   | 2   | 8   | 13   | 10    |
| CA Vélez Sarsfield        | 6     | 2  | 2   | 2   | 8   | 12   | 11    |

## 1/4 finału (24.10i31.10)
CA San Lorenzo de Almagro –  Cerro Porteño 4:2 i 2:1 (mecze 25.10 i 02.11)
1. 1:0 Bernardo Romeo 10, 2:0 Bernardo Romeo 19, 3:0 Bernardo Romeo 25, 3:1 Sergio Aquino 64, 3:2 Guido Alvarenga 67, 4:2 Raúl Estévez 76
2. 1:0 Edgar Balbuena 26, 1:1 Lucas Pusineri 68, 2:1 Alberto Acosta 77

 CA Independiente –  CR Flamengo 0:0 i 0:4 (drugi mecz w Taguatinga)
1. 0:0
2. 0:1 Edilson 24, 0:2 Juan 25, 0:3 Juan 35, 0:4 Edilson 69

 CD Universidad Católica –  SC Corinthians Paulista 2:1 i 0:2
1. 1:0 Arturo Norambuena 42, 1:1 Luizão 53, 2:1 Arturo Norambuena 90
2. 0:1 Deivid 59, 0:2 Kléber 78

 Grêmio Porto Alegre –  Talleres Córdoba0:0 i 2:0
1. 0:0
2. 1:0 Ribens Cardoso 59, 2:0 Emerson 90

## 1/2 finału (21.11i28.11)
SC Corinthians Paulista –  CA San Lorenzo de Almagro 2:1 i 1:4
1. 0:1 Bernardo Romeo 15, 1:1 Scheidt 60, 2:1 Luizão 78
2. 0:1 Bernardo Romeo 36, 0:2 Lucas Pusineri 54, 0:3 Angelo 67s, 1:3 Luizão 77, 1:4 Bernardo Romeo 92

 CR Flamengo –  Grêmio Porto Alegre 2:2 i 0:0, karne 4:2 (mecze 22.11 i 29.11)
1. 1:0 Juan 4, 2:0 Beto 19, 2:1 Anderson Polga 31, 2:2 Fabio Baiano 81
2. 0:0

## FINAŁ
CR Flamengo –  CA San Lorenzo de Almagro 0:0 i 1:1, karne 3:4
12 grudnia 2001? ? (?)

 CR Flamengo –  CA San Lorenzo de Almagro 0:0

Sędzia: ?

Clube de Regatas do Flamengo: ?

Club Atlético San Lorenzo de Almagro:?
24 stycznia 2002? ? (?)

 CA San Lorenzo de Almagro –  CR Flamengo 1:1(0:1), karne 4:3

Sędzia: ?

Bramki: 0:1 Leandro Machado 10, 1:1 Raúl Estevez 67

Club Atlético San Lorenzo de Almagro: ?

Clube de Regatas do Flamengo:?
- mecz początkowo rozegrany miał być 19 grudnia 2001, lecz przełożony został z powodu zaburzeń społecznych w Argentynie